# Kleinarmschlag
Kleinarmschlag ist einer von 21 Gemeindeteilen von Eppenschlag im niederbayerischen Landkreis Freyung-Grafenau.

## Geographie
Der Weiler liegt südwestlich des Kernortes Eppenschlag. Westlich fließt die Mitternacher Ohe, östlich verläuft die B 85. 

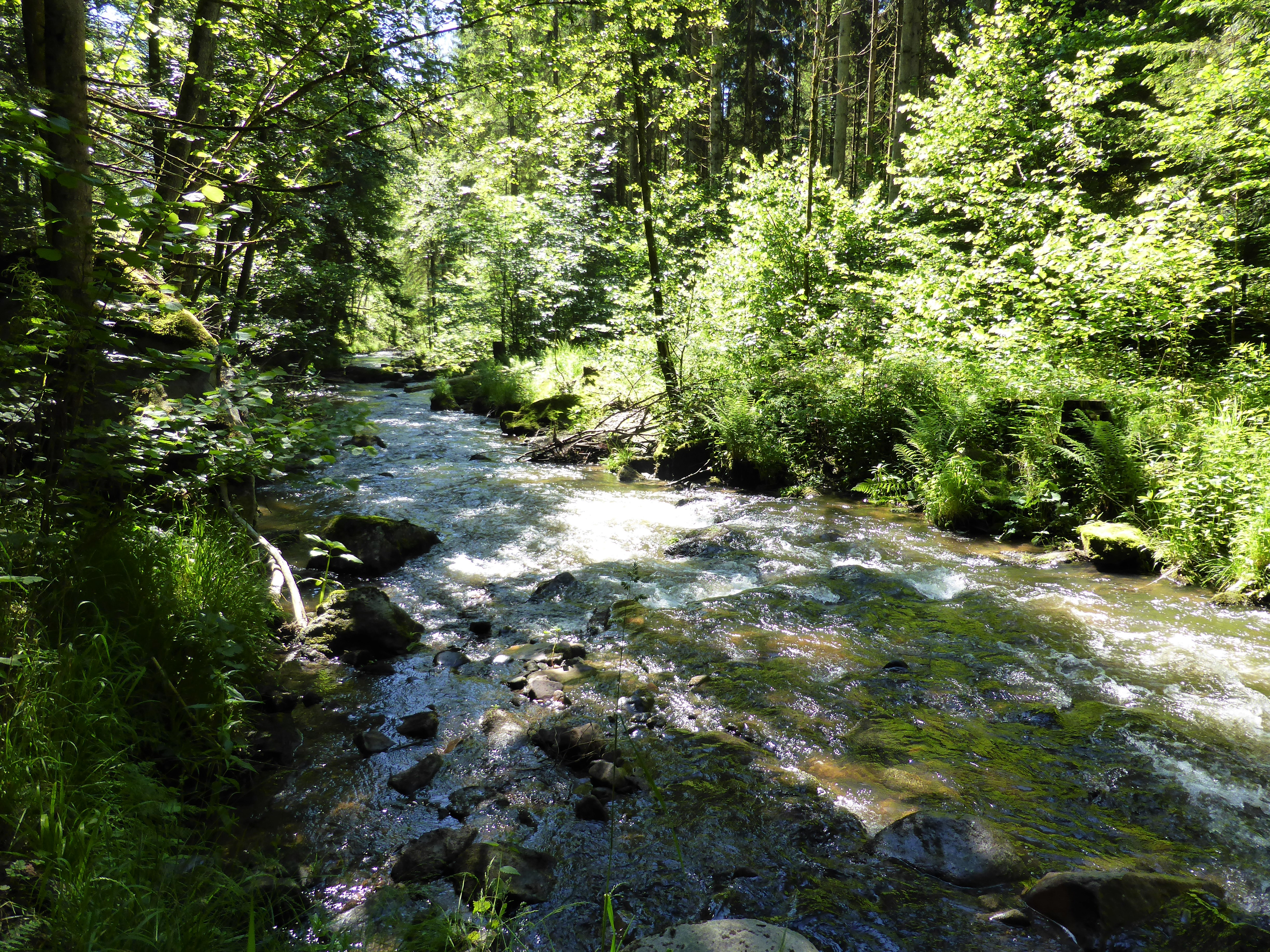
Naturschutzgebiet Mitternacher Ohe (Juni 2020)

 Westlich, nordwestlich, nördlich, nordöstlich, südöstlich, südlich und südwestlich des Ortes erstreckt sich entlang der Mitternacher Ohe und ihrer Zuflüsse das rund 107 ha große Naturschutzgebiet Mitternacher Ohe.

## Sehenswürdigkeiten
In der Liste der Baudenkmäler in Eppenschlag ist für Kleinarmschlag der Vierseithof (Kleinarmschlag 3) als ehemaliges Baudenkmal aufgeführt.